# Петер Розегер
Петер Розегер (на немски: Peter Rosegger), фамилия по рождение Росегер (Roßegger), е австрийски поет и белетрист.

## Биография
Петер Розегер е най-голямото от седемте деца на горския работник Лоренц Росегер. Тъй като в родното му село Алпл в Щирия няма задължително образование, много от обитателите му са неграмотни. Също и бащата на Петер е неграмотен, така че момчето получава известни знания от майка си. Един учител, когото консервативният местен свещеник е изгонил от училище заради симпатии към Мартенската революция, е приет от бедните жители и той обучава няколко селски момчета, сред които и Петер Розегер (както гласи измененото му по-късно литературно име).
Родителите желаят синът им да стане свещеник, но обучението им се вижда много скъпо. Понеже момчето е телесно доста слабо за работник, то започва на 17 години да се обучава при един странстващ шивач. При пътуванията си от стопанство на стопанство опознава хората и обичаите им. Австрийският композитор Якоб Едуард Шмьолцер, който събира народно творчество от Щирия, окуражава младия Розегер да записва песните, които слуша. Така много от устно предаваните песни и истории са запазени до днес.
Като чирак на странстващ шивач Розегер има незначителни доходи, с които започва да си купува книги – в началото най-вече селски истории. Скоро след това сам започва да пише.
Кръстникът му убеждава младия шивашки чирак да повери литературните си опити на някой редактор, дори е готов сам да отнесе в Грац създадените от Розегер произведения. Редакторът на грацкия ежедневник „Тагеспост“ съзира писателския му талант и способства Розегер да бъде приет в грацката Академия за търговия и промишленост.
През 1869 г. Розегер публикува своите разкази и през същата година напуска академията. Тригодишната стипендия, отпусната му от управата на провинция Щирия, му дава възможност да пребивава в Германия, Нидерландия, Швейцария и Италия. При образователното си пътуване през лятото на 1872 г. посещава Болоня, Флоренция, Рим и Неапол, разглежда античните разкопки на Помпей, опознава изкуството на Ренесанса и се потапя в чуждия културен живот.
Първата стихосбирка на Розегер „Цитра и цимбал“ („Zither und Hackbrett“) излиза в Грац и Лайпциг през 1870 г.
През 1871 г. издателят Густав Хекенаст, известен с публикуването на творби от Адалберт Щифтер, отпечатва първата прозаична книга на Розегер – „Щирийски истории“ („Geschichten aus Steiermark“).
В стиховете и в прозата си Розегер използва разговорен език, често пише на щирийски диалект.
Вече известен писател, Петер Розегер предприема през 1878 г. лекционни пътувания, които го отвеждат в Дрезден, Лайпциг, Ваймар, Берлин, Хамбург, Касел, Карлсруе и Мюнхен.
През 1883 г. излиза романът „Боготърсачът“ („Der Gottsucher“), едно от най-значимите му произведения. В тази творба е пресъздадено събитие от 1493 г. в градчето Трагьос, при което ненавиждан свещеник е убит от собствените му енориаши. Романът става извънредно популярен и само 13 години след публикуването му има 24 издания, а през 1926 г. изданията са вече 76.
От 1876 г. Розегер започва да списва месечното списание „Домашна градина“ (Heimgarten), съдържащо статии и разкази, предназначени главно за жителите на затънтените села, от които произлиза и самият той. Като писател и обществена фигура Розегер действа преди всичко като просветител.
В началото на 1900-те години Петер Розегер получава голямо признание. През 1903 г. е избран за почетен доктор на Хайделбергския университет, става доктор хонорис кауза и на университетите във Виена и в Грац. Награден е с ордени от владетелите на Прусия и Австро-Унгария. През 1913 г. е номиниран за Нобелова награда за литература. (Отличието е присъдено на Рабиндранат Тагор.)
Петер Розегер умира в края на Първата световна война на 74 години в селската си къща в Криглах. Писателят е съвременник на Иван Вазов и подобно на него е обявен за „национален поет“.

### Стихосбирки
- Zither und Hackbrett, 1870
- Mein Lied, 1911, 1916

### Романи
- Die Schriften des Waldschulmeisters, 1875
- Heidepeters Gabriel, 1882
- Der Gottsucher, 1883
- Jakob der Letzte, 1888
- Peter Mayr. Der Wirt an der Mahr, 1891
- Das ewige Licht, 1897
- Erdsegen, 1900
- Weltgift, 1901
- Inri, 1905
- Die Försterbuben, 1907
- Die beiden Hänse, 1911

### Разкази
- Geschichten aus Steiermark, 1871
- Geschichten aus den Alpen, 1873
- Streit und Sieg, 1876
- Mann und Weib. Liebesgeschichten, 1879
- Allerhand Leute, 1888
- Der Schelm aus den Alpen, 1890
- Durch!, 1897
- Als ich noch der Waldbauernbub war, 1902

Когато бях овчарче. Разкази, изд.: Гъчо Н. Митов, Карлово (1907), прев. Йордан Маринополски
- Wildlinge, 1906
- Lasset uns von Liebe reden, 1909
- Der erste Christbaum
- Der Wald brennt

### Автобиографии
- Waldheimat. Erinnerungen aus der Jugendzeit, 1877
- Mein Weltleben, 1898, 1914

### Други
- Schriften in Steirischer Mundart, 1907
- Gesammelte Werke (40 Bände), 1913 – 1916

## Отличия
- 1876: Пожизнен член на австрийския императорски двор
- 1903: Почетен доктор на Хайделбергския университет
- 1907: Почетен член на лондонското „Royal Society of Literature“
- 1913: Почетен доктор на Виенския университет
- 1913: Австрийски почетен знак за изкуство и наука
- 1913: Пруски „Орден на короната“
- 1913: Номинация за Нобелова награда за литература[8]
- 1917: Почетен доктор на Грацкия университет
- 1918: Орден „Франц Йосиф“[9]

## Признание
През 1951 г. австрийската провинция Щирия учредява в чест на писателя литературната награда „Петер Розегер“.